# Assago Milanofiori Forum
Assago Milanofiori Forum è una stazione della linea M2 della metropolitana di Milano.
Serve il comune di Assago, nell'immediato hinterland milanese.

## Storia
La realizzazione del prolungamento della linea M2 ha avuto inizio nel 2003, quando il Consiglio regionale della Lombardia diede il via libera al prolungamento della linea verso sud, con una nuova diramazione verso Assago.
I lavori veri e propri iniziano nell'ottobre 2005, con la gara per aggiudicarsi l'appalto dei lavori. Questi sarebbero dovuti durare 26 mesi, con l'inaugurazione prevista per il 2008. Dopo numerosi ritardi, la stazione viene attivata il 20 febbraio 2011 come capolinea della nuova tratta proveniente da Famagosta. Da allora costituisce, con Piazza Abbiategrasso, uno dei due capilinea meridionali della linea.

## Strutture e impianti
Assago Milanofiori Forum è una stazione extraurbana di superficie con due binari per le rispettive direzioni ed è, inoltre, accessibile alle persone disabili.
Sorge in viale Milanofiori, ad Assago, ed è collegata tramite un ponte pedonale al Mediolanum Forum, situato sul lato opposto del raccordo autostradale che collega Milano con la barriera di ingresso dell'autostrada Milano-Genova.

## Interscambi
La stazione è un interscambio con diverse linee automobilistiche interurbane, gestite da ATM.
- Fermata autobus (linee 321, 328 e 352)

## Servizi
La stazione dispone di:
- Accessibilità per portatori di handicap
- Ascensori
- Scale mobili
- Emettitrice automatica biglietti
- Servizi igienici
- Stazione video sorvegliata